# Embers of a Dying World
Embers of a Dying World šesti je studijski album finskog melodičnog death metal sastava Mors Principium Est. Album je 10. veljače 2017. godine objavila diskografska kuća AFM Records.

## O albumu
Sastav je za pjesmu "Reclaim the Sun" snimio glazbeni spot. 

## Popis pjesama
| 1.    | »Genesis« (instrumental)    | 1:35 |
| 2.    | »Reclaim the Sun«           | 4:40 |
| 3.    | »Masquerade«                | 5:05 |
| 4.    | »Into the Dark«             | 5:07 |
| 5.    | »Death Is the Beginning«    | 6:28 |
| 6.    | »The Ghost«                 | 6:19 |
| 7.    | »In Torment«                | 4:29 |
| 8.    | »Agnus Dei« (instrumental)  | 2:00 |
| 9.    | »The Colours of the Cosmos« | 4:38 |
| 10.   | »Apprentice of Death«       | 5:13 |
| 45:34 |                             |      |

| Digipak inačica albuma | Digipak inačica albuma      | Digipak inačica albuma | Digipak inačica albuma | Digipak inačica albuma | Digipak inačica albuma | Digipak inačica albuma | Digipak inačica albuma | Digipak inačica albuma | Digipak inačica albuma |
| Br.                    | Skladba                     | Trajanje               |                        |                        |                        |                        |                        |                        |                        |
| ---------------------- | --------------------------- | ---------------------- | ---------------------- | ---------------------- | ---------------------- | ---------------------- | ---------------------- | ---------------------- | ---------------------- |
| 1.                     | »Genesis« (instrumental)    | 1:35                   |                        |                        |                        |                        |                        |                        |                        |
| 2.                     | »Reclaim the Sun«           | 4:40                   |                        |                        |                        |                        |                        |                        |                        |
| 3.                     | »Masquerade«                | 5:05                   |                        |                        |                        |                        |                        |                        |                        |
| 4.                     | »Into the Dark«             | 5:07                   |                        |                        |                        |                        |                        |                        |                        |
| 5.                     | »The Drowning«              | 4:31                   |                        |                        |                        |                        |                        |                        |                        |
| 6.                     | »Death Is the Beginning«    | 6:28                   |                        |                        |                        |                        |                        |                        |                        |
| 7.                     | »The Ghost«                 | 6:19                   |                        |                        |                        |                        |                        |                        |                        |
| 8.                     | »In Torment«                | 4:29                   |                        |                        |                        |                        |                        |                        |                        |
| 9.                     | »Agnus Dei« (instrumental)  | 2:00                   |                        |                        |                        |                        |                        |                        |                        |
| 10.                    | »The Colours of the Cosmos« | 4:38                   |                        |                        |                        |                        |                        |                        |                        |
| 11.                    | »Apprentice of Death«       | 5:13                   |                        |                        |                        |                        |                        |                        |                        |
| 50:05                  |                             |                        |                        |                        |                        |                        |                        |                        |                        |

## Zasluge
| Mors Principium Est - Mikko Sipola – bubnjevi - Ville Viljanen – vokali - Teemu Heinola – bas-gitara - Andy Gillion – gitara, programiranje | Dodatni glazbenici - Paul Wardingham – solo gitara (na pjesmi 4) - Christina Marie – dodatni vokali (na pjesmi 5) Ostalo osoblje - Eliran Kantor – naslovnica - Thomas "PLEC" Johansson – miksanje, mastering |